# Archie Comics
Archie Comics est un éditeur américain de comic books fondé en 1939 sous le nom de MLJ Comics. Alors qu'à l'origine il ne se distingue pas des autres éditeurs en proposant des comics avec des super-héros et des récits d'aventure, en 1941 il propose, dans Pep Comics no 22, les aventures d'un lycéen Archibald Andrews, surnommé Archie, créé par John L. Goldwater, Vic Bloom et Bob Montana. Archie devient rapidement très populaire et y gagne son propre comic book. Pour attirer les lecteurs, MLJ est rebaptisé en Archie Comics en 1945.
Lorsque les lecteurs de comics se détachent des super-héros, Archie Comics se concentre sur son personnage emblématique et étoffe sa collection de titres mettant en scène soit Archie, soit ses amis lycéens, ses fiancées ou encore des personnages secondaires mais liés d'une façon ou d'une autre à Archie. Quelques comics dans le même style, comme Sabrina, l'apprentie sorcière ou Josie et les Pussycats, sont aussi proposés et durent alors que quelques essais de comics de super-héros durant l'âge d'argent des comics se soldent par des échecs. À côté de ses créations Archie Comics a aussi publié des adaptations de dessins animés comme Les Pierrafeu ou de jeux vidéo comme Sonic the Hedgehog.
En 2018, Archie Comics signe un accord avec l'éditeur Glénat pour que ce dernier publie en France les dernières séries de l'éditeur dont les versions de 2015 des séries Archie, Betty & Veronica, Jughead ou encore l'adaptation en comics de Riverdale.

## Histoire

### Débuts
En 1939, John Goldwater voyant le succès des comics de Superman propose à l'éditeur Louis Silberkleit, avec qui il a déjà des liens commerciaux, de fonder une nouvelle maison d'édition. Silberkleit est alors le propriétaire de la maison d'édition Columbia Publications (en), qui publie des pulps dans des genres qui vont de la fiction sportive à la science-fiction. Les deux hommes se partage le travail : Goldwater s'occupe du contenu éditorial alors que Silberkleit est responsable de la publication. Un troisième associé, Maurice Coyne a le rôle de comptable.
| |  |  |
| Deux super-héros maison de MLJ Comics, The Comet et Blackhood, dont les aventures débutent respectivement dans Pep Comics et Top-Notch Comics en 1940. |  |  |

Nommée MLJ Comics (des initiales de ses fondateurs : Maurice Coyne, Louis Silberkleit, et John L. Goldwater), la société édite d'abord quatre comics qui, sous des couvertures montrant des super-héros, proposent des bandes dessinées de genres variés passant de l'humour à l'aventure. Les quatre titres sont Blue Ribbon Comics, Top-Notch Comics, Zip Comics avec Steel Sterling comme super-héros récurrent et Pep Comics avec The Shield le premier super-héros patriote (qui devance de quelques mois la création de Captain America). Pour profiter de l'engouement pour le genre depuis la création de Superman, d'autres super-héros sont aussi créés comme The Comet, The Hangman ou Roy the Superboy.
En septembre 1941 sont publiées, dans le comics Zip Comics no 18 les aventures d'un adolescent baptisé Wilbur Wilkin. Le personnage ne rencontre pas un grand succès mais il ouvre la voie au personnage majeur qui va transformer la société MLJ : Archie Andrews. En décembre 1941, dans Pep Comics no 22, apparaît ce personnage d'Archibald « Archie » Andrews, créé par John L. Goldwater, Vic Bloom au scénario et Bob Montana au dessin. Cette série naïve et bon enfant, qui cherche à récupérer un peu du succès des films dans lesquels joue Mickey Rooney (notamment ceux d'Andy Hardy) raconte les aventures d'une bande d'adolescents du Massachusetts.
Très populaire, ce personnage de « teenager » est présent dans les comics Pep et Laugh avant d'obtenir sa propre série, Archie Comics en 1942. En 1946, MLJ abandonne sa ligne de super-héros, alors que le genre est de moins en moins apprécié par les lecteurs, et prend le nom de son comics le plus populaire en devenant Archie Comics. Le nom du comics est ensuite simplifié en Archie.

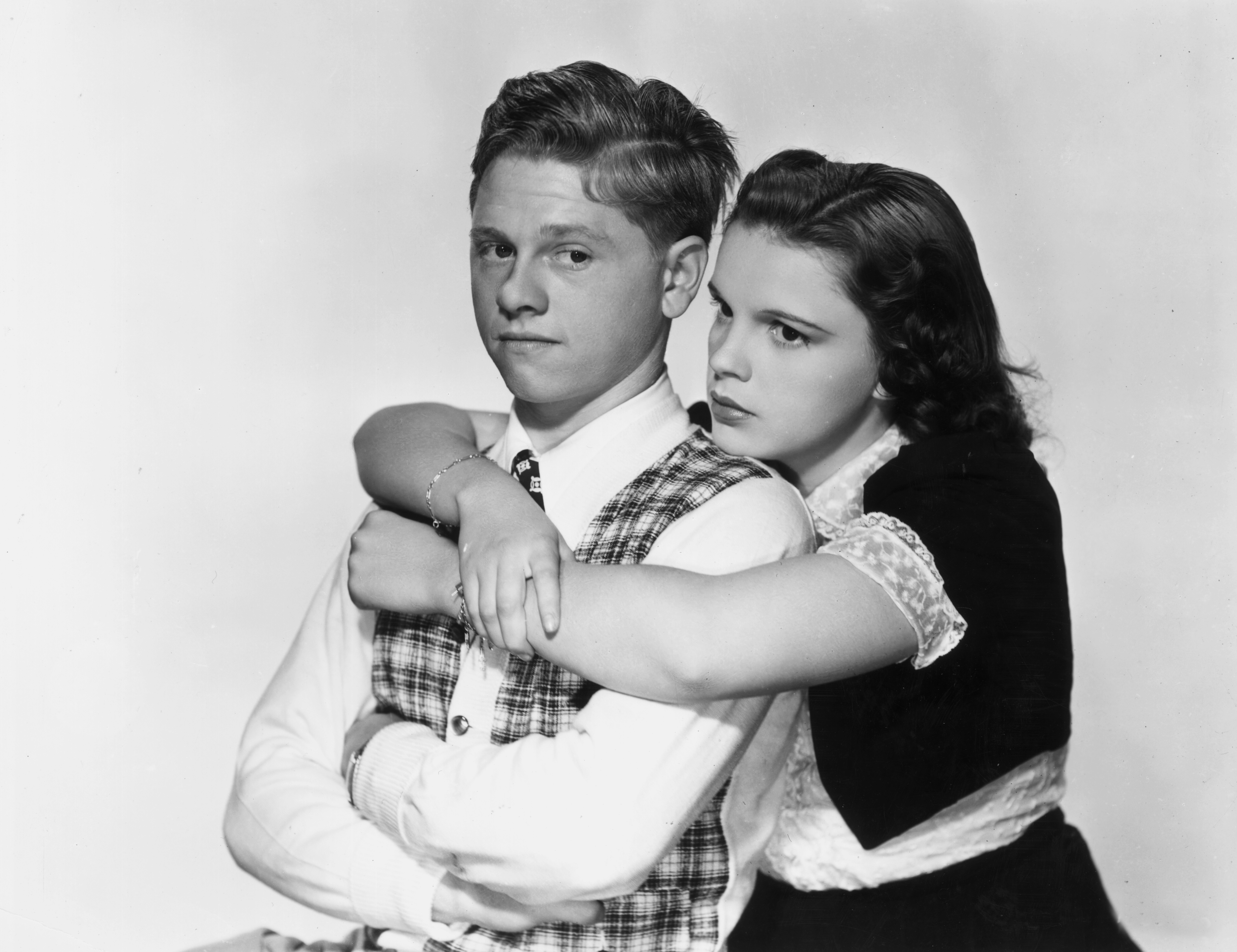
Mickey Rooney et Judy Garland dans l'un des films consacrés au personnage d'Andy Hardy, inspiration d'Archie Andrews.
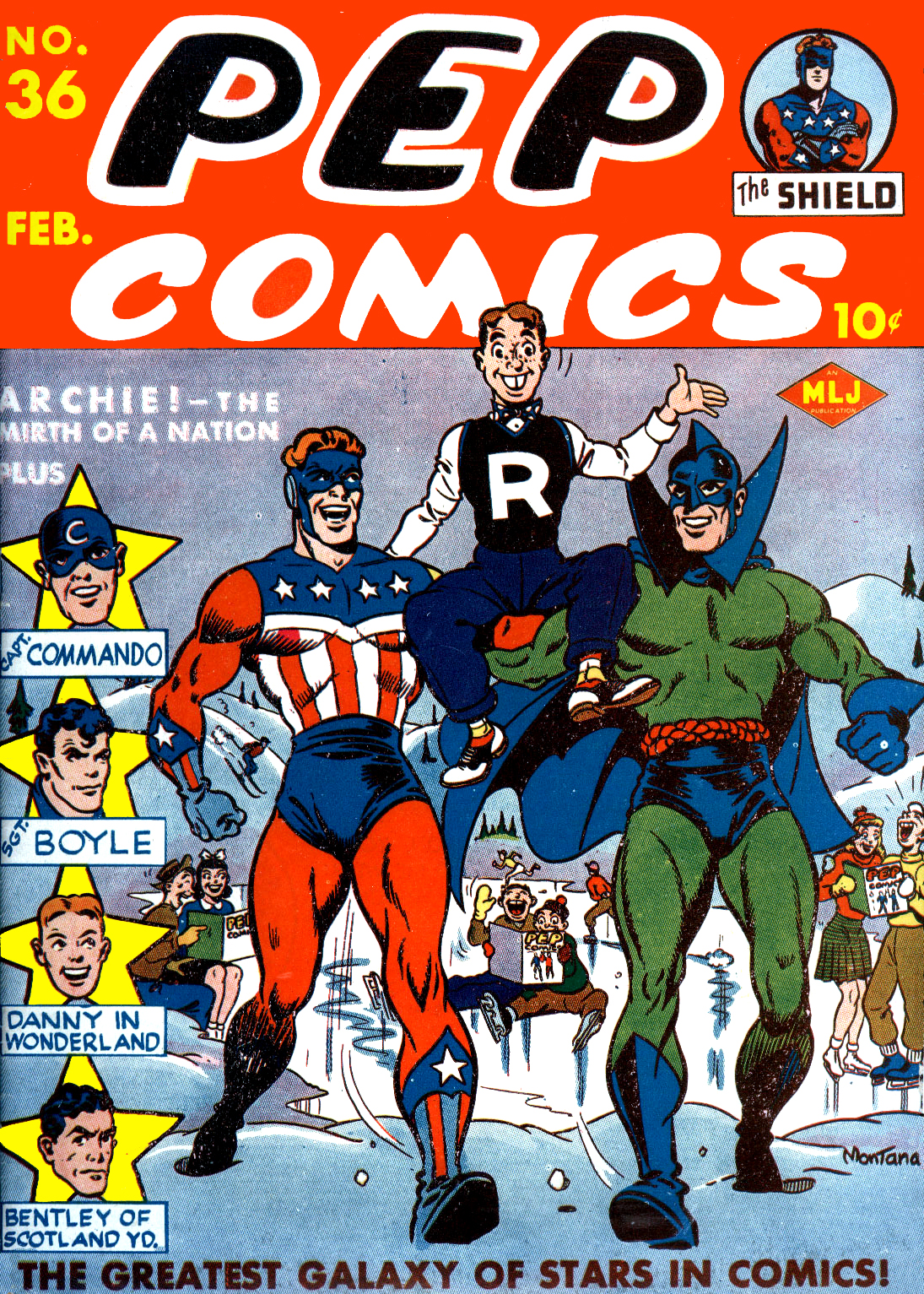
Archie porté par les super-héros The Shield et The Hangman en couverture de Pep Comics no 36, février 1943.
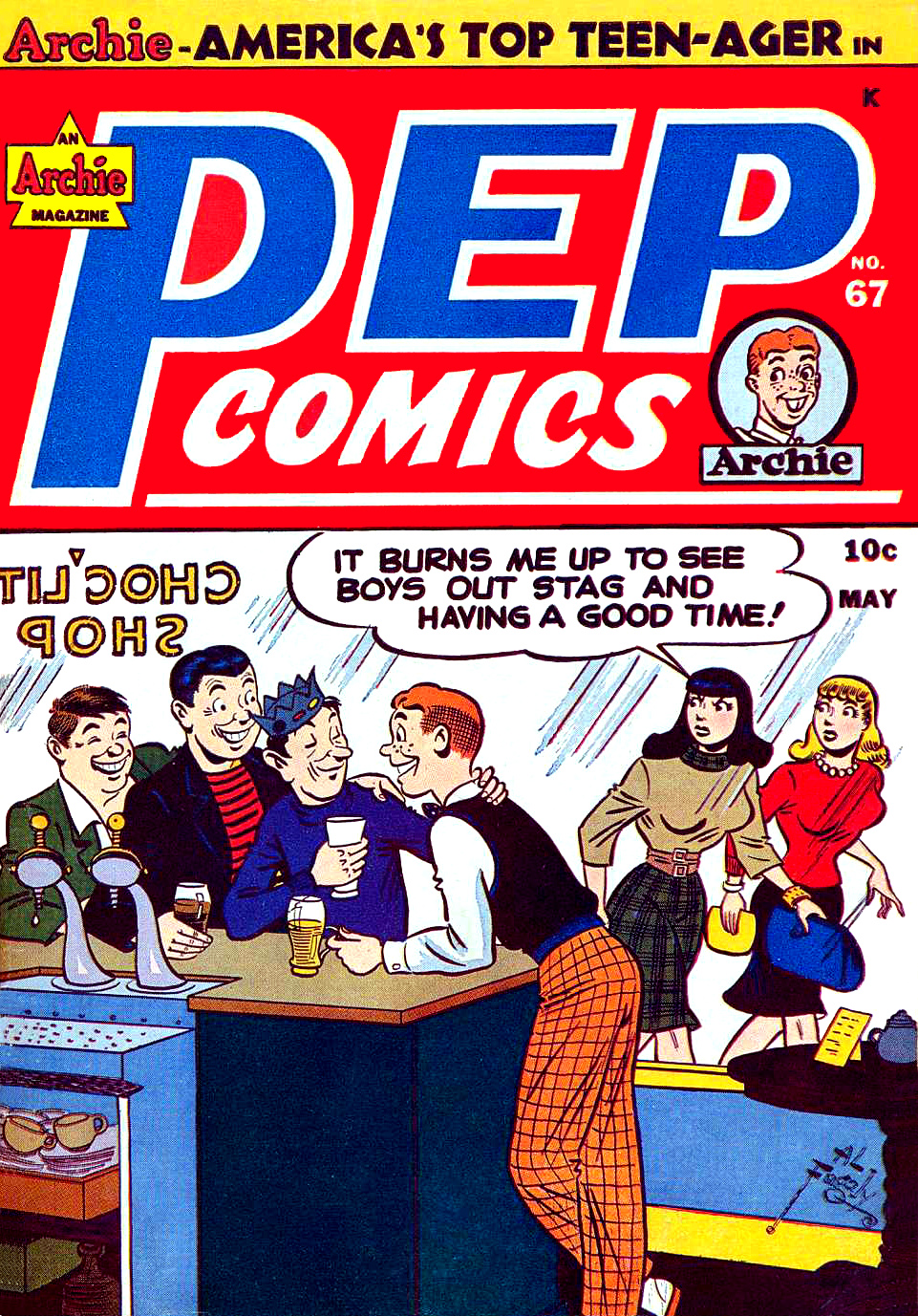
Archie et sa bande figurent désormais seuls en couverture des numéros de l'après-guerre (Pep Comics no 67, mai 1948).

### Après guerre
Après la fin de la guerre le marché des comics de super-héros s'effondre. Les éditeurs diversifient leurs productions et sont publiés alors des comics policiers, des comics d'horreur, des romance comics, etc. Archie Comics préfère se consacrer à sa série Archie et à des séries dérivées, écrites le plus souvent par Dan DeCarlo, comme Archie’s Pal Jughead en 1949, Archie’s Pals ‘n’ Gals en 1952, Archie’s Joke Book en 1956, Archie’s Mechanics en 1956 et Little Archie de Bob Bolling en 1957.
Les fortes critiques contre les comics et leur supposée mauvaise influence sur la jeunesse aboutissent en 1953 à la mise en place d'un sous-comité sénatorial sur la délinquance juvénile chargé de déterminer si les accusations portées contre les comics sont valables. Craignant que le rapport d'enquête n'aboutisse à la mise en place d'une censure d'État, les éditeurs décident de prendre les devants en fondant en 1954 le Comics Code Authority, chargé de vérifier que les éditeurs respectent un code moral très strict. Pour Archie Comics cela se traduit par un contenu plus fade. De plus, John Goldwater devient le premier président de la Comics Magazine Association of America qui organise le Comics Code et le reste durant vingt-cinq ans. Mais alors que cette crise entraîne la disparition de nombreuses sociétés d'édition comme EC Comics ou Lev Gleason Publications, Archie Comics ne souffre pas de la situation et maintient ses ventes.

### Des années 1960 aux années 1980
Archie Comics traverse les années 1960 et 1970 sans beaucoup évoluer. Si les modes musicales, comme le phénomène des Beatles ou artistiques se retrouvent dans les comics, les évolutions dans la société, les critiques contre la guerre du Viet-Nam, les luttes pour les droits civils ne trouvent pas d'écho dans les aventures d'Archie et de ses amis. En revanche, le retour des super-héros qui marque le début de l'âge d'argent des comics amène le lancement par Archie Comics de nouvelles séries comme The Fly, créé par Joe Simon et Jack Kirby en 1959 ou la recréation d'anciennes stars de l'éditeur comme The Shield. Une collection particulière est créée pour ces comics, The Archie Adventure Series mais aucun d'entre eux ne connaît le succès. Aussi en 1967 paraît le dernier comics de cette ligne. Même Archie devient dans quelques aventures un super-héros nommé Pureheart the Powerful apparu dans le numéro 42 de Life with Archie en 1965.
Cependant ces échecs ne mettent pas en péril la société car c'est durant ces années 1960-1970 que les comics d'Archie sont les plus populaires. Dans une période contestataire, ces comics qui présentent une Amérique idéale et qui ne se hasardent pas à une quelconque critique, sont parmi ceux qui se vendent le mieux au point qu'en 1975, Archie Comics est le premier éditeur de comics. Ce succès est renforcé par la diffusion d'une série animée en 1968, la création d'un groupe musical nommé The Archies (en) qui avec le titre Sugar, Sugar est numéro 1 des ventes de 45 tours et obtient un disque d'or. Les ventes du comics d'Archie atteignent chaque mois 500 000 exemplaires.
À sa ligne de comics consacrés à Archie et ses amis, l'éditeur ajoute quelques autres séries. Sabrina, l'apprentie sorcière est créée en 1962 par George Gladir et Dan DeCarlo dans le numéro 22 de Archie’s Madhouse et devient vite assez populaire pour avoir sa propre série. La même année Dan DeCarlo crée le personnage de Josie dans le numéro 23 de Archie’s Pals ’n’ Gals. Elle gagne en 1963 son propre comics intitulé She's Josie renommé en Josie et les Pussycats lorsqu'elle devient la chanteuse d'un groupe de musique dont toutes les musiciennes sont déguisées en chatte. En 1964, est lancé un comics avec The Shadow, complètement recréé en  un super-héros dans un costume vert et bleu ; Jerry Siegel, cocréateur de Superman, est engagé en 1965 pour en écrire les scénarios mais la série est arrêtée après huit numéros.
Toutefois la bonne santé financière ne dure pas et à la fin des années 1970, comme beaucoup d'autres éditeurs, Archie Comics entre dans la tourmente. Les ventes s'effondrent en partie à cause des évolutions importantes du marché et aussi probablement à cause de l'écriture même des comics d'Archie qui ne correspondent plus aux attentes de la jeunesse. 
Pour diversifier son offre, John Goldwater demande en 1973 à Gray Morrow de publier une collection, intitulée Red Circle Comics Group dont le titre le plus important est Chilling Adventures in Sorcery dont Sabrina, la petite sorcière est l'hôte. Bien que les artistes choisis pour illustrer les comics de cette collection soient reconnus comme Alex Toth, Frank Thorne et Doug Wildey, les ventes ne décollent pas vraiment et en 1984, l'expérience est arrêtée.

### Depuis les années 1980
Ainsi, en dehors d'essais sporadiques pour lancer des séries ne se situant pas dans le monde d'Archie Andrews, qui se soldent toujours par des échecs, Archie Comics se cantonne aux comics humoristiques. En dehors des séries liées à Archie, il publie des adaptations de dessins animés destinés aux enfants comme Les Pierrafeu, Scooby-Doo, Tortues Ninja ou de jeux vidéo comme Sonic the Hedgehog ou Mega Man. Pour attirer la nouvelle génération, des changements sont apportés dans le style de dessin ou dans l'écriture des scénarios. Ainsi, dans les années 2000, la dessinatrice Tania Del Rio s'inspire du style manga pour  Sabrina the Teenage Witch et Sonic the Hedgehog est dessiné aussi dans ce style. En revanche Betty and Veronica Double Digest  est repris dans un style plus réaliste tant dans le dessin que dans les scénarios. Par ailleurs, alors que les comics d'archie ont toujours présenté une Amérique fantasmée quasiment inaccessible aux changements de la société américaine, une évolution s'est faite sentir à partir de 2010. Cette année là, Archie a une aventure amoureuse avec Valerie, une afro-américaine membre de Josie et les Pussycats, et la couverture de Archie 608 montre les deux personnages échangeant un baiser. Cette même année, dans Veronica 202, est présenté un nouveau personnage (nommé Kevin Keller) qui est ouvertement homosexuel. Après des apparitions dans d'autres comics, il gagne sa propre série.
Les évolutions éditoriales d'Archie Comics suivent celles des autres éditeurs et comme eux en 2011, Archie Comics décide de ne plus apposer le sceau du comics code sur ses comics. Cette décision entraîne la fin de la Comics Magazine Association of America et du Comics Code puisqu'Archie Comics était le dernier éditeur à accepter de se soumettre à ces règles.

## Analyse
Lorsque la série Archie est lancée, elle rompt avec les séries classiques. Loin des super-héros et des comics d'aventure, elle suit la vie d'un adolescent normal, auquel peut s'identifier cette tranche d'âge délaissée par les éditeurs. De plus, les histoires, humoristiques, tournent surtout autour du triangle amoureux entre Archie, Betty (sa fiancée attitrée) et Véronica, qui cherche à séduire Archie. Le succès de ce comics est tel que Archie Comics produit bientôt d'autres séries au nom des personnages qui entourent Archie mais avec toujours la présence de celui-ci. Ainsi trouve-t-on Archie’s Pal Jughead en 1949 et Archie’s Girls Betty and Veronica en 1950.

## Séries marquantes
Riverdale

## Adaptations et produits dérivés
La série Archie et ses à-côtés ont été adaptés sur divers médias : feuilleton radiophonique, série animée ou live (Sabrina, l'apprentie sorcière et Riverdale), mais aussi chanson (avec le groupe The Archies (en), qui interprète Sugar Sugar, chanson qui connaîtra un succès mondial). En 2017, à la suite des retours positifs sur Riverdale, l'éditeur signe un contrat d'exclusivité avec Warner Bros. Television pour le développement et la production de futurs adaptations de ses publications.

### Séries animées
En 1968 débute une série animée consacrée à Archie et ses amis est produite par Filmation et diffusée durant dix ans sous différents titres.

### Séries en prises de vue réelles
- 1996 - 2003 : Sabrina, l'apprentie sorcière
- 2017 - 2023 : Riverdale
- 2018 - 2020 : Les Nouvelles Aventures de Sabrina
- 2020 : Katy Keene

### Films
- Josie et les Pussycats (film) de Harry Elfont et Deborah Kaplan, sorti en 2001

### The Archies
En 1968, le producteur Don Kirshner crée un groupe censé être composé d'Archie, Jughead, Reggie, Betty et Veronica pour accompagner la sortie de la série animée. Les chansons sont jouées par des musiciens de studios et Ron Dante est la voix d'Archie. Ce groupe virtuel interprète la chanson Sugar, Sugarqui se classe numéro 1 et est certifiée disque d'or avec plus de 6 millions d'exemplaires vendus.

## Influences
Les Archie Comics ont, entre autres, énormément influencé les frères Jaime et Gilbert Hernandez, qui reprennent notamment ce style dans Love and Rockets.

## Récompenses
En 2010,  Archie apparaît sur un timbre.